# Hugo, das Dschungeltier – Filmstar wider Willen
Hugo, das Dschungeltier – Filmstar wider Willen ist die Fortsetzung des Zeichentrickfilms Hugo, das Dschungeltier (1993). Drehbuch und Regie führte wieder Flemming Quist Møller. 
Hergestellt wurde der Film 1996 von Per Holst Film A/S und A Film Aps. Er kam am 25. Dezember 1996 in die dänischen Kinos.

## Handlung
Hugo, das Dschungeltier hat es geschafft, in seinen geliebten Dschungel zurückzukehren, doch Rita die Füchsin vermisst Hugo sehr, was ihrer Mutter gar nicht gefällt, da diese Hugo nicht wirklich mag, zudem wird Rita verdonnert, auf ihre drei kleinen Geschwister aufzupassen, während ihre Mutter auf Futtersuche geht. Unterdessen bahnt sich für Hugo aber schon neuer Ärger an, denn Konrad Cupmann, der Mann von Isabella aus dem ersten Film, der inzwischen eine neue geliebte hat, will Hugo einfangen, damit er Filmstar wird und seiner Firma Cupmann Film viel Geld einbringt. Cupmann und sein Handlanger legen im Dschungel Feuer, in Todesangst fliehen die Dschungelbewohner, auch Hugo, der genau in die vorbereitete Falle tappt. Der eingesperrte Hugo wird mit einem Fallschirm über den Cupmann Film Studios Kopenhagen abgeworfen. Hugo bekommt ein extra für ihn hergerichtetes Spiel und Schlafzimmer, zeigt sich jedoch zunächst unkooperativ und wird dafür an die Leine gelegt und bekommt nichts zu essen. Ein Tierpsychologe namens Sturmdrang soll Hugo zähmen und für den Film ausbilden, scheitert jedoch und wird prompt gefeuert. Ein Vogel besucht Hugo und spricht mit ihm, Hugo erzählt ihm von Rita, und die Vogeldame verspricht, Rita über Hugos Gefangenschaft zu informieren. Hugo lernt die hochnäsige Hündin Miss Nutsi kennen, die selbst mal Filmstar war, sie erklärt Hugo was er tun muss, um Essen zu bekommen, und die Leine loszuwerden. Tatsächlich spielt Hugo brav seine Rolle mit der netten Miss Sensuella und bekommt dafür Bananen und Süßigkeiten. Rita hat inzwischen Hugo gefunden, er freut sich zwar, sie wiederzusehen, ist jedoch inzwischen selbst von seinem Filmtalent beeindruckt, und möchte scheinbar dort bleiben. Traurig und sauer macht sich Rita aus dem Staub.
Doch Hugo ändert seine Meinung, und bei seinem nächsten Filmauftritt gelingt ihm die Flucht. Er trifft auf Rita, die beiden umarmen sich. Doch Konrad Cupmann will Hugo um jeden Preis wieder einfangen. Hugo und Rita entkommen zunächst, indem sie auf einen Zug springen. Auf dem Land können sie sich in einer Schweinezucht verstecken. Hugo erzählt den Schweinen von der Freiheit, daraufhin brechen sie aus und bringen Hugo und Rita in einen Wald, wo es für die Schweine reichlich zu essen (Dreck und Würmer) gibt. Rita sucht derweil eine Höhle zum Wohnen, und Hugo trifft ein Eichhörnchen. Er ist furchtbar hungrig und bittet das Eichhörnchen um ein paar Nüsse, das Eichhörnchen will aber zunächst nicht teilen. Als Hugo dem Eichhörnchen ein Spiel beibringt, lässt es Hugo aber doch von den Nüssen naschen. Später kuscheln Hugo und Rita in dem verlassenen Dachsbau. Als es Herbst wird und die Blätter fallen ist Hugo entsetzt, außerdem gibt es keine Früchte, es kommt zum Streit und Hugo und Rita trennen sich. Konrad Cupmann jedoch hat einen fürchterlichen Plan entwickelt. Er will Hugo mit einem Betäubungsgewehr beschießen, um ihn einfangen zu können, und Rita will er von den Wachhunden töten lassen. Miss Sensuella ist dagegen und wird dafür von Konrad Cupmann gefeuert. Der Vogel, der Hugo und Rita kennt, trifft Rita und redet mit ihr, sie sollen auf einen Zug springen, der in die exotischen Länder fährt wo immer Früchte wachsen. Hugo und Rita versöhnen sich und laufen in Richtung Eisenbahnschienen, werden dabei jedoch von Cupmann und den Wachhunden aufgehalten. Miss Sensuella hat inzwischen die Polizei alarmiert. Hugo tritt gegen das Betäubungsgewehr, eine Spritze löst sich, und trifft Cupmann in die Hand, dieser fällt in Tiefschlaf, die Wachhunde werden von den Schweinen außer Gefecht gesetzt. Hugo und Rita springen auf den fahrenden Zug.
Fortsetzung: Hugo, das Dschungeltier – Die Serie knüpft an die beiden Filme an.

## Synchronisation
| Rolle                | Originalsprecher | Deutscher Sprecher |
| -------------------- | ---------------- | ------------------ |
| Hugo                 | Jesper Klein     | Björn Schalla      |
| Rita                 | Kaya Brüel       | Bettina Weiß       |
| Eichhörnchen         |                  | Melanie Hinze      |
| Konrad Cupmann       |                  | Jan Spitzer        |
| Miss Nutsi           |                  | Nadja Reichardt    |
| Miss Sensuella       |                  | Sabine Arnhold     |
| Professor Sturmdrang | Ole Fick         | Gerald Schaale     |
| Ritas Geschwister    |                  | Hannes Maurer      |
| Schwein              | Benny Hansen     | Jörg Döring        |

## Kritik
Die Redaktion der Cinema beurteilte den Film als „putzige Fortsetzung“, die „mit ulkigen Figuren, witzigen Dialogen und einer flotten Story mit Niedlichkeitsfaktor zehn [amüsiert]“. Das Fazit lautete: „Liebevoller Spaß für Windelträger“.